# 2021 год в шахматах

## Турниры

### Личные
| #  | Турнир                                               | Место                   | Дата                       | Участники | 1                     | 2                   | 3                              | Примечание        |
| -- | ---------------------------------------------------- | ----------------------- | -------------------------- | --------- | --------------------- | ------------------- | ------------------------------ | ----------------- |
| 1  | Tata Steel Masters 2021                              | Нидерланды, Вейк-ан-Зее | 15—31 января               | 14        | Йорден ван Форест     | Аниш Гири           | Андрей Есипенко                | [ 1 ] [ 2 ] [ 3 ] |
| 2  | Opera Euro Rapid 2021                                | онлайн                  | 6—14 февраля               | 16        | Уэсли Со              | Магнус Карлсен      | Теймур Раджабов                | [ 4 ]             |
| 3  | Мемориал Марка Дворецкого 2021                       | Россия, Москва          | 10—11 февраля              | 10        | Борис Грачёв          | Эрнесто Инаркиев    | Михаил Кобалия Вадим Звягинцев | [ 5 ]             |
| 4  | Magnus Carlsen Invitational 2021                     | онлайн                  | 13—21 марта                | 16        | Аниш Гири             | Ян Непомнящий       | Магнус Карлсен                 | [ 6 ]             |
| 5  | New in Chess Classic 2021                            | онлайн                  | 24 апреля — 2 мая          | 16        | Магнус Карлсен        | Хикару Накамура     | Шахрияр Мамедьяров             |                   |
| 6  | FTX Crypto Cup 2021                                  | онлайн                  | 23 — 31 мая                | 16        | Магнус Карлсен        | Уэсли Со            | Ян Непомнящий                  |                   |
| 7  | Superbet Chess Classic                               | Румыния, Бухарест       | 5 — 14 июня                | 10        | Шахрияр Мамедьяров    | Левон Аронян        | Уэсли Со                       |                   |
| 8  | Paris Rapid and Blitz 2021                           | Франция, Париж          | 20 — 24 июня               | 11        | Уэсли Со              | Ян Непомнящий       | Максим Вашье-Лаграв            |                   |
| 9  | Goldmoney Asian Rapid 2021                           | онлайн                  | 26 июня — 4 июля           | 16        | Левон Аронян          | Владислав Артемьев  | Магнус Карлсен                 |                   |
| 10 | Croatia Rapid and Blitz 2021                         | Хорватия, Загреб        | 7 — 11 июля                | 11        | Максим Вашье-Лаграв   | Вишванатан Ананд    | Аниш Гири                      |                   |
| 11 | Кубок мира 2021                                      | Россия, Сочи            | 12 июля — 6 августа        | 206       | Ян-Кшиштоф Дуда       | Сергей Карякин      | Магнус Карлсен                 |                   |
| 12 | Дортмунд 2021                                        | Германия, Дортмунд      | 13 — 18 июля               | 10        | Павел Эльянов         | Дмитрий Колларс     | Даниэль Фридман                |                   |
| 13 | Chessable Masters 2021                               | онлайн                  | 31 июля — 8 августа        | 16        | Уэсли Со              | Ле Куанг Льем       | Владислав Артемьев             |                   |
| 14 | Saint Louis Rapid and Blitz 2021                     | США, Сент-Луис          | 11 — 16 августа            | 10        | Хикару Накамура       | Фабиано Каруана     | Рихард Раппорт                 |                   |
| 15 | Sinquefield Cup 2021                                 | США, Сент-Луис          | 17 — 27 августа            | 10        | Максим Вашье-Лаграв   | Фабиано Каруана     | Леньер Домингес Перес          |                   |
| 16 | Чемпионат Европы по шахматам 2021                    | Исландия, Рейкьявик     | 26 августа — 5 сентября    | 180       | Антон Демченко        | Винсент Каймер      | Алексей Сарана                 |                   |
| 17 | Aimchess US Rapid                                    | онлайн                  | 28 августа — 5 сентября    | 16        | Магнус Карлсен        | Владислав Артемьев  | Левон Аронян                   |                   |
| 18 | Ставангер 2021                                       | Норвегия, Ставангер     | 7 — 17 сентября            | 6         | Магнус Карлсен        | Алиреза Фирузджа    | Рихард Раппорт                 |                   |
| 19 | Meltwater Chess Champions Tour Final                 | онлайн / Норвегия, Осло | 25 сентября — 4 октября    | 10        | Магнус Карлсен        | Теймур Раджабов     | Левон Аронян                   |                   |
| 20 | Grand Swiss 2021                                     | Латвия, Рига            | 27 октября — 7 ноября 2021 |           | Алиреза Фирузджа      | Фабиано Каруана     | Григорий Опарин                |                   |
| 21 | Чемпионат мира по быстрым шахматам 2021              | Польша, Варшава         | 26 — 28 декабря 2021       |           | Нодирбек Абдусатторов | Ян Непомнящий       | Магнус Карлсен                 |                   |
| 22 | Чемпионат мира по быстрым шахматам среди женщин 2021 | Польша, Варшава         | 26 — 28 декабря 2021       |           | Александра Костенюк   | Бибисара Асаубаева  | Валентина Гунина               |                   |
| 23 | Чемпионат мира по блицу 2021                         | Польша, Варшава         | 29 — 30 декабря 2021       |           | Максим Вашье-Лаграв   | Ян-Кшиштоф Дуда     | Алиреза Фирузджа               |                   |
| 24 | Чемпионат мира по блицу среди женщин 2021            | Польша, Варшава         | 29 — 30 декабря 2021       |           | Бибисара Асаубаева    | Александра Костенюк | Валентина Гунина               |                   |

### Командные
| Турнир                               | Дата                     | Место проведения | Победитель |
| ------------------------------------ | ------------------------ | ---------------- | ---------- |
| Шахматная онлайн-олимпиада ФИДЕ 2021 | 20 августа — 15 сентября | онлайн           | Россия     |

#### Национальные чемпионаты
| Турнир                            | Место           | Дата           | Участники | Победитель           | 2               | 3                                                           |
| --------------------------------- | --------------- | -------------- | --------- | -------------------- | --------------- | ----------------------------------------------------------- |
| Чемпионат Новой Зеландии          | Палмерстон-Норт | 2 — 12 января  | 10        | Николас Кроуд (2455) | Бен Хаг (2497)  | Феликс Сие (2110) Энтони Кер (2440) Леонард Макларен (2293) |
| Чемпионат США по шахматам 2021    | Сент-Луис       | 6 — 18 октября | 12        | Уэсли Со             | Фабиано Каруана | Сэм Севян                                                   |
| Чемпионат России по шахматам 2021 | Уфа             | 9 — 20 октября | 12        | Никита Витюгов       | Максим Матлаков | Владимир Федосеев                                           |

## Новые гроссмейстеры
- Жансая Абдумалик
- Правин Балакришнан
- Лука Будисавлевич
- Макс Вармердам
- Юнатан Вестерберг
- Ольга Гиря
- Шимон Гумуларз
- Даниэль Дарда
- Андрей Дрыгалов
- Исраэль Каспи
- Арджун Кальян
- Робби Кевлишвили
- Гудмундур Кьяртанссон
- Томас Лаурушас
- Лоренцо Лодичи
- Семён Ломасов
- Марк Андриа Маурицци
- Денис Махнёв
- Леон Люк Мендонка
- Абхиманью Мишра
- Ханс Ниман
- Милойе Раткович
- Франческо Сонис
- Алексей Сорокин
- Айдын Сулейманлы
- Николас Теодору
- Эндрю Хонг
- Лукаш Ярмула

## Трансферы
| Шахматист                   | Откуда    | Куда    |
| --------------------------- | --------- | ------- |
| Владимир Акопян             | Армения   | США     |
| Левон Аронян                | Армения   | США     |
| Амир Багери                 | Иран      | Монако  |
| Ольга Баделько              | Беларусь  | Россия  |
| Эдуардо Итуррисага Бонелли  | Венесуэла | Испания |
| Игорь Коваленко             | Латвия    | Украина |
| Владислав Ковалёв           | Беларусь  |         |
| Георг Майер                 | Германия  | Уругвай |
| Мигель Муньос Пантоха       | Испания   | Перу    |
| Алиреза Фирузджа            | Иран      | Франция |
| Лэнс Хендерсон де ла Фуэнте | Испания   | Андорра |
| Даниил Юффа                 | Россия    | Испания |

## Умерли
- Юрьё Аукусти Рантанен (23 апреля 1950 — 14 января 2021), гроссмейстер; максимальный рейтинг 2465 в июле 1981.
- Хильдардо Гарсия (9 марта 1954 — 15 января 2021), гроссмейстер; максимальный рейтинг 2540 в июле 1994.
- Любомир Кавалек (9 августа 1943 — 18 января 2021), гроссмейстер; максимальный рейтинг 2625 в мае 1974.
- Александр Худяков (?.?.1942 — 11 марта 2021): мастер спорта СССР, международный арбитр[9].
- Николай Спиридонов (28 февраля 1938 — 13 марта 2021), гроссмейстер; максимальный рейтинг 2490 в январе 1976.
- Кнут Хельмерс (7 февраля 1957 — 15 апреля 2021), международный мастер, двукратный чемпион Норвегии.
- Кястутис Каунас (19 апреля 1942 — 30 апреля 2021), международный мастер.
- Станимир Николич (26 января 1935 — май 2021), гроссмейстер; максимальный рейтинг 2440 в январе 1979.
- Олаво Епес Обандо (20 августа 1937 — 17 мая 2021), международный мастер; максимальный рейтинг 2440 в июле 1970.
- Мигель Фарре Мальофре (23 февраля 1936 — 29 мая 2021), международный мастер.
- Роман Эрнандес Онна (23 ноября 1949 — 1 июня 2021), гроссмейстер; максимальный рейтинг 2500 в январе 1979.
- Хорст Риттнер (16 июля 1930 — 14 июня 2021), гроссмейстер ИКЧФ, шестой чемпион мира в игре в заочные шахматы.
- Юрий Дохоян (26 октября 1964 — 1 июля 2021), гроссмейстер; максимальный рейтинг 2580 в июле 1994; был тренером Гарри Каспарова, Андрея Есипенко и других шахматистов.
- Виктор Желяндинов (17 марта 1935 — 24 июля 2021), международный мастер; максимальный рейтинг 2490 в сентябре 1969; был тренером Анатолия Карпова, Василия Иванчука и других шахматистов.
- Дмитрий Каюмов (28 февраля 1949 — июль 2021), гроссмейстер, максимальный рейтинг 2505 в январе 2003.
- Иштван Чом (2 июня 1940 — 28 июля 2021), гроссмейстер, максимальный рейтинг 2545 в январе 1989.
- Евгений Свешников (11 февраля 1950 — 18 августа 2021), гроссмейстер, максимальный рейтинг 2610 в январе 1994.
- Григорий Санакоев (17 апреля 1935 — 8 октября 2021), гроссмейстер ИКЧФ.
- Людмила Белавенец (7 июня 1940 — 7 ноября 2021), международный мастер среди женщин.
- Марек Вокач (6 декабря 1958 — 14 ноября 2021), гроссмейстер; максимальный рейтинг 2529 в октябре 2001.
- Татьяна Морозова (12 декабря 1943 — 15 ноября 2021), чемпионка Украины по шахматам среди женщин (1970).
- Катарина Йованович-Благоевич (31 октября 1943 — 15 ноября 2021), почётный гроссмейстер, максимальный рейтинг 2340 в январе 1990.
- Джонатан Пенроуз (7 октября 1933 — 30 ноября 2021), международный мастер и почётный гроссмейстер, член клуба Михаила Чигорина (победил Михаила Таля на олимпиаде в Лейпциге); максимальный рейтинг 2500 в сентябре 1969.
- Бошко Абрамович (14 февраля 1951 — 19 декабря 2021), гроссмейстер.
- Габор Каллаи (21 февраля 1959 — 31 декабря 2021), гроссмейстер.